# Troglohyphantes lesserti
Troglohyphantes lesserti är en spindelart som beskrevs av Josef Kratochvíl 1935. Troglohyphantes lesserti ingår i släktet Troglohyphantes och familjen täckvävarspindlar. Inga underarter finns listade i Catalogue of Life.